# Melay (Maine e Loira)
Melay è una località appartenente al comune francese di Chemillé-Melay, situato nel dipartimento del Maine e Loira nella regione dei Paesi della Loira.
Melay è stato un comune indipendente fino al 1º gennaio 2013, quando si è fuso con il contiguo comune di Chemillé per formare il nuovo comune di Chemillé-Melay.

## Società

### Evoluzione demografica
Abitanti censiti